# Гута Станіславчицька
Гу́та Станіславчицька — село в Україні, у Черкаському районі Черкаської області, підпорядковане Мошнівській сільській громаді. У селі мешкає 15 людей.